# Cirrhicera
Cirrhicera is een kevergeslacht uit de familie van de boktorren (Cerambycidae). De wetenschappelijke naam van het geslacht werd voor het eerst geldig gepubliceerd in 1857 door Thomson.

## Soorten
Cirrhicera omvat de volgende soorten:
- Cirrhicera basalis Gahan, 1892
- Cirrhicera championi Bates, 1881
- Cirrhicera cinereola Bates, 1881
- Cirrhicera conspicua Gahan, 1892
- Cirrhicera cristipennis Bates, 1881
- Cirrhicera leuconota (Castelnau, 1840)
- Cirrhicera longifrons Bates, 1881
- Cirrhicera nigrina Thomson, 1857
- Cirrhicera niveosignata Thomson, 1860
- Cirrhicera panamensis Bates, 1885
- Cirrhicera sallei Thomson, 1857